# Monetazione romano-campana
Monete romano-campane è il termine con cui sono comunemente indicate le monete battute emesse a nome di Roma prima dell'introduzione del denario. Esse furono le prime monete battute emesse da Roma.
Il termine è usato perché secondo gli studiosi queste monete furono emesse in Campania, da maestranze greco-campane ed usate essenzialmente, almeno agli inizi, nei commerci con le popolazioni della Magna Grecia. Alcuni studiosi preferiscono l'espressione «monete di stile greco». Altri ancora l'espressione più neutrale di «monetazione pre-denario»

## Emissioni
Si ritiene che siano state prodotte a favore di Roma da Neapolis (Napoli), basate su stile e peso simile a quello della monetazione propria di Neapolis, ed usate per facilitare il commercio.

### Didrammi
Roma emette il suo argento in stile greco con una doppia dracma con l'inscrizione ROMANO, che fu coniata in qualche posto nel sud d'Italia e che probabilmente fu usata lì e non a Roma. 
Alcuni storici ritengono che queste monete valessero 10 assi, facendone così dei denari; questa asserzione è basata su un passo di Plinio il Vecchio del I secolo d.C., in cui afferma che il denario fu introdotto nel 269 a.C.
Il peso del didramma diminuì da ca. 7.3 grammi fino a 6,6 grammi e fu sostituito da una moneta di questo peso di stile più romano nota come quadrigato.
Alcuni didrammi:
|  | Apollo dx                | cavallo impennato                                          | Crawford 26/1 |
|  | Marte dx clava dietro    | Cavallo impennato dx, clava sopra                          | Crawford 27/1 |
|  | Testa elmata di Roma dx. | ROMANO, Vittoria stante dx che attacca una corona su palma | Crawford 22/1 |

### Bronzi
Associati alle didracme vengono emesse alcune serie di bronzi. 
Monete di bronzo di stile greco furono prodotte in piccole quantità con l'inscrizione  ΡOΜΑΙΩΝ verso il  300 a.C. Attualmente ne esistono solo una manciata di esemplari. Il tipo di questa monete è identico alle monete che Neapolis emette nello stesso periodo. Esiste poi una monete simile, nota in un unico esemplare, ma con la scritta in alfabeto latino ROMANO.
Seguono altre emissioni con lo stesso etnico, di stile greco, contemporanee ad emissioni delle colonie latine dell'alta Campania, del Lazio meridionale e della valle del Volturno caratterizzate dalla testa di Minerva al dritto e da un gallo al rovescio.
Poi le emissioni proseguono con alcune serie con la scritta ROMA.
|  | Mezza-litra | Roma elmata dx.   | Cane dx.              | Crawford 26/4 |
|  | Litra       | Testa di Marte dx | Cavallo al galoppo dx | Crawford 27/2 |
|  | Litra       | Apollo dx         | Cavallo sin           | Crawford 26/3 |

### Quadrigato
Il quadrigato, prodotto in grande quantità a partire da circa il  235 a.C., ha questo nome per l'immagine sul rovescio che mostra una Vittoria che guida una quadriga. Il quadrigato fu prodotto per circa due decenni, fino al tempo in cui apparve il denario.

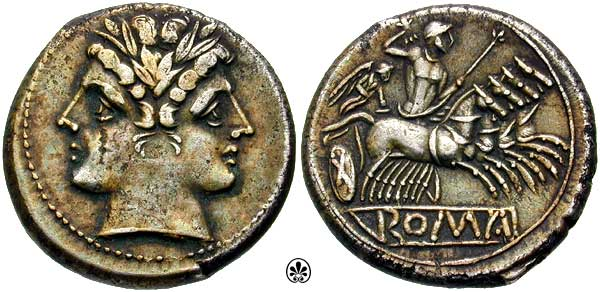
Quadrigato (Crawford 28/3)
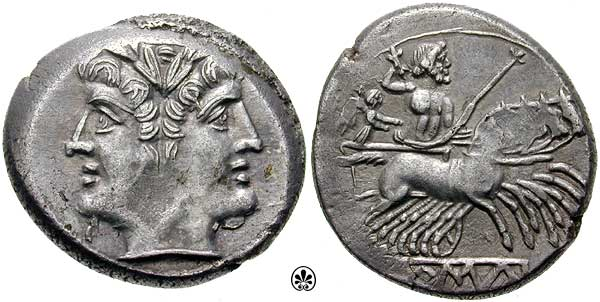
Quadrigato (Crawford 28/3)
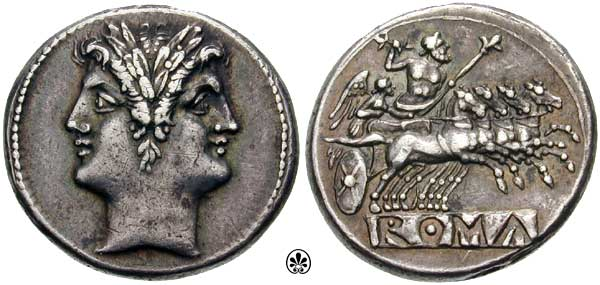
Quadrigato (Crawford 30/1)

### Vittoriato
Allo stesso periodo viene ascritta da alcuni autori anche l'emissione dei vittoriati, mentre altri pensano che sia contemporanea all'emissione del denario.

## Rinvenimenti monetari

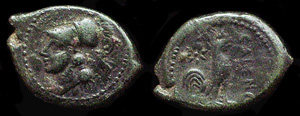
Cales: Minerva / Gallo

La maggior parte dei rinvenimenti delle prime monete romano campane sono in Campania, più in generale nella Magna Grecia ed in parte del Lazio.
In un secondo tempo la distribuzione si allarga maggiormente nel Lazio e nelle colonie fondate a partire dal 334 a.C. (Campania settentrionale, bacino del Volturno). 
È la zona dove emettono moneta anche le colonie e le città dei soci. Tra le più importanti: Cales, Suessa, Teanum, Aesernia.